# Paraimene tumulus
Paraimene tumulus là một loài chân đều trong họ Sphaeromatidae. Loài này được Kensley, Ortiz & Schotte miêu tả khoa học năm 1997.